# تانیا دیمیترووا
تانیا دیمیترووا (بلغاری: Таня Георгиева Димитрова, later Тодорова؛ زادهٔ ۱۵ مارس ۱۹۵۷) بازیکن والیبال اهل بلغارستان است.
از باشگاه‌هایی که در آن بازی کرده‌است می‌توان به باشگاه والیبال لفسکی صوفیه اشاره کرد.